# قطعنامه ۶۵۷ شورای امنیت
قطعنامه ۶۵۷ شورای امنیت سازمان ملل متحد که در تاریخ ۱۵ ژوئن ۱۹۹۰ تصویب شد، سندی بین‌المللی دربارهٔ قبرس است. این قطعنامه طی نشست ۲۹۲۸ام با ۱۵ رای موافق، ۰ مخالف و ۰ ممتنع تصویب شد.